# Dudley E. Littlewood

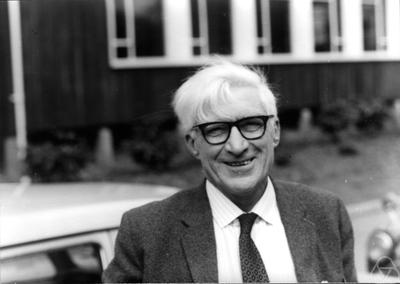
Dudley E. Littlewood

Dudley Ernest Littlewood (7 de setembro de 1903, Londres – 6 de outubro de 1979, Llandudno) foi um matemático Inglês; conhecido pelo seu trabalho dentro da teoria da representação de grupos.
Estudou  matemática na Universidade de Cambridge, onde seu tutor era J.E. Littlewood (mas eles não eram relacionados). Era um professor em Swansea de 1928 à 1947, e em 1948 fazia exame acima da cadeira da matemática em Bangor, aposentando-se em 1970. Trabalhou na teoria invariantes e na teoria de representação de grupos, especialmente do grupo simétrico, frequentemente na colaboração com Archibald Read Richardson de Swansea. Introduziram o imanente de uma matriz, estudaram função de Schur e desenvolveram regra de Littlewood-Richardson para sua multiplicação. Littlewood também tinha interesse na aplicação da teoria de representações na Mecânica quântica.